# پرآبششیان
پَرآبشُشیان یا پتروبرانشیا (Pterobranchia) کلادی از جانوران از شاخهٔ نیم‌طنابداران (Hemichordata) هستند.
جانوران پَرآبشش در تیوب‌های منزوی در کف اقیانوس زندگی می‌کنند. پرآبششیان با غربال کردن پلانکتون‌ها از آب تغذیه می‌کنند. آن‌ها این کار را به‌وسیله مژک‌هایی متصل به شاخک‌هایشان انجام می‌دهند.
در این گروه، ۳۰ گونهٔ زنده شناسایی شده است.